# Karzzzz
Karzzzz – indyjski romans w reżyserii Satish Kaushik, autora Vaada i Tere Naam z 2008.

## Obsada
- Himesh Reshammiya – Monty Oberoi
- Urmila Matondkar – Kamini
- Dino Morea – Ravi
- Gulshan Grover – Sir Judah
- Danny Denzongpa – P. Oberoi
- Rohini Hattangadi
- Shweta Kumar